# میگل سپاچنیک
میگل سپاچنیک (انگلیسی: Miguel Sapochnik؛ زادهٔ ژوئیه ۱۹۷۴) یک کارگردان فیلم، و تهیه‌کننده اجرایی آرژانتینی‌تبار اهل انگلستان است. 
او بیشتر به عنوان مدیر فیلم Repo men و کارگردان برخی از قسمت‌های سریال معروف شبکه HBO بازی تاج‌وتخت که برای آن جایزه ویژه برای سریال‌های درام شصت و هشتمین جوایز امی ساعات پربیننده شناخته می‌شود. وی از سال ۱۹۹۶ میلادی تا کنون مشغول فعالیت بوده‌است.